# 91604 Clausmadsen
91604 Clausmadsen è un asteroide della fascia principale. Scoperto nel 1999, presenta un'orbita caratterizzata da un semiasse maggiore pari a 3,0349347 UA e da un'eccentricità di 0,0181412, inclinata di 11,06792° rispetto all'eclittica.
L'asteroide è dedicato all'astronomo tedesco Claus Madsen.